# Euploea jedja
Euploea jedja är en fjärilsart som beskrevs av Hans Fruhstorfer 1911. Euploea jedja ingår i släktet Euploea och familjen praktfjärilar. Inga underarter finns listade i Catalogue of Life.